# Walter Melon (serie animata)
Walter Melon (Achille Talon), nota anche come Walter eroe a tempo perso, è una serie televisiva a disegni animati ispirata al fumetto francese Achille Talon. Viene prodotta da Saban Entertainment, in collaborazione con Saban International Paris, France 2, ARD e Scottish Television Enterprises. Venne trasmessa in Italia su Fox Kids ed è in seguito replicata su Italia 1.
La proprietà della serie è passata alla Disney nel 2001, quando la Disney ha acquisito Fox Kids Worldwide, che include anche Saban Entertainment. La serie non è disponibile su Disney+.

## Trama
Walter Melon e il suo socio Erasmo dirigono un'attività di "Eroi a noleggio". Praticamente quando i supereroi o altri personaggi famosi del mondo dei fumetti o del cinema non possono ottemperare ai loro impegni per motivi di salute o perché sono rimasti vittima di qualche piano ordito a loro spese, Walter ed Erasmo vengono chiamati per sostituirli temporaneamente nei loro incarichi. Nel cartone i due simpatici amici prendono il posto di ogni genere di eroe famoso, o meglio di parodie degli stessi, dato che i nomi degli stessi sono storpiati. Troviamo: Superman, Hulk, James Bond, Batman e Robin, Kirk e Spock, Tarzan, Luke Skywalker, Mad Max, Spider-Man, due dei Power Rangers, Alan Grant, Fox Mulder, Jim Phelps, Casper e tanti altri. Walter non ha l'aspetto del classico eroe bello e forzuto, al contrario è panciuto e con un grosso nasone, ma soprattutto ha una sfortuna a dir poco sfacciata. Nonostante le numerose differenze tra gli eroi originali e Walter, nessuno nel cartone si accorge mai della differenza, se si esclude qualche commento iniziale relativo alla forma fisica non proprio perfetta.

## Personaggi
- Walter Melon (Achille Talon)

Doppiato da: Brian George (ed. inglese), Pietro Ubaldi (ed. italiana)
- Erasmo (Lefuneste)

Doppiato da: Andrea De Nisco (ed. italiana)
- Julian

Doppiato da: Daniele Demma (ed. italiana)
- Bitterbold

Doppiato da: Jeremiah Nagle (st. 1) e Sam Vincent (st. 2) (ed. inglese), Marco Balzarotti (ed. italiana)
- Mary Ann

Doppiata da: Daniela Fava (ed. italiana)

## Episodi

### Stagione 1
1. Marzipan, l'uomo scimmia / Una strana missione
2. Melon colpisce ancora / Il glob
3. Star Blek / Splatman e Rubin
4. Il segno di Zero / Windiana Bones e il tempio maledetto
5. Melassic Park / Supertizio
6. I mitici Flower Rangers / Doblin Wood
7. Droggy XII / Peter Pane
8. Gli ammorbidenti del Bounty / Robo Mocio
9. Cappuccetto Rosso / Il moschettiere coraggioso
10. Missione impossibile / Robomelon
11. L'incredibile Bulk / Noman il barbaro
12. Per un pugno di... Walter / Walter nel paese delle meraviglie
13. Le fatiche di Ercole / Il mastino dei Basketvilles
14. Rambo / Lo squalo
15. Il ritorno al futuro di Walter / Le tartarughe che amano la pizza
16. Pericolo alla Casa Bianca / King Gong
17. Ben Hurdy / Il monello della giungla
18. Frank e Stein / L'uomo invisibile
19. Shalien / Extralibur
20. T.E.T. l'extraterrestre / L'uomo ragno
21. Il gobbo di Notre Dame / Walter, l'allegro fantasma
22. Top Fun / Pignocchio
23. Il mago di Snoz / Fat Max
24. Il ritorno del vampiro / Cristoforo Columsy
25. Hex-Files / Keraxy Kid
26. Dr. Jinggle e Mister Snide / Palladin e la lampada capricciosa

### Stagione 2
1. dr jiggle e mister snide 2 il ritorn/ Talon sur le toit du monde
2. Talon marche sur la Lune / Caïus Talonnus
3. Les Huns et les autres / Le premier vol d'Archille Wright
4. Vini, vidi da Vinci / En déroute vers l'Ouest
5. Ponce de Talon / Talon et les cavaliers sauvages
6. Talon à OK Corral / Ampoule au Talon
7. Le drakkar du gros et lent / Le sauvage central
8. Talon à la barbe fleurie / Achille Talon de Lion
9. Et pourtant elle tourne / Le Talon de la liberté
10. Maestro Talon / Johann Talonberg
11. Talon en Montgolfier / Cap'tain Talon, corsaire de la reine
12. Francisco Vasquez Talon de Coronado / Taloyoshi
13. Achille Talon Casanova / Achillo Picasso
14. Talon de pire empire / Achille Cook chez les Menehuns
15. Le bon, le jeune et le Talon / Achille Crockett
16. La pire amie d'Achille / Sir Achille Raleigh
17. Alexandre le grandiose / Alexandre Graham Talon
18. Marathon Talon / Achille Washington
19. Talon d'Arabie / Poulet Curie
20. Talon, je présume ! / Talon fait l'Hannibal
21. Talon suit ses voix / Y a un truc
22. Les contes de Talon Grimm / Le mou du volant
23. Talon de l'Amazone / Docteur Taloncrate
24. Achille pasteurisé / Achille Vidocq
25. Achille Desmoulins / Le pacte de Méphistorictus
26. E = Talon 2 / Marco Talo et la reine des nouilles